# Члены Военных советов армий в Великой Отечественной войне

## Члены Военных советов армий (Общевойсковых, Ударных, Гвардейских, Танковых)
|                                                 | Фамилия, Имя, Отечество          | Годы жизни  | Должность в начале войны | Во время войны | В конце войны                                                                                                   |
| ----------------------------------------------- | -------------------------------- | ----------- | --- | --- | --- |
|                                                 | Абаулин Иван Фёдорович           | 1904 - 1943 | Комиссар 136-й стрелковой дивизии                                                                                            | 37-я (19.06 — 31.07.1942) | Пропал без вести 25 мая 1943 года                                                                               |
|                                                 | Абрамов Константин Кирикович     | 1906 - 1952 | Назначен начальником политуправления Сибирского военного округа                                                              | 24-я (8.12.1941 - 1.05.1942), 64-я (12.07.1942 – 1.05.1943), 63-я (7.06 – 22.08.1943) , 6-я Гвардейская (22.08.1943 - 9.05.1945)                                                                       | Член Военного совета 6-й Гвардейской армии                                                                      |
|                                                 | Абрамов Николай Васильевич       | 1905 - 1964 | | 30-я (13.07.1941 – 24.02.1942), 28-я (10.01 - 19.04.1942), 1-я Гвардейская (1.08 – 22.10.1942) | Член Военного совета Уральского Военного округа                                                                 |
|                                                 | Аношин Иван Семёнович            | 1904 - 1991 | 1-й секретарь Башкирского областного комитета ВКП(б)                                                                         | 37-я (12.11.1943 — 11.05.1944) | Начальник политического управления 3-го Украинского фронта                                                      |
|                                                 | Атакишиев Ага Салим Ибрагим оглы | 1903 - 1970 | Начальник Управления милиции Народного комиссариата внутренних дел НКВД Азербайджанской ССР                                  | 4-я (15.01.1944 - 9.05.1945) | Член Военного совета 4-й армии                                                                                  |
|                                                 | Бабийчук Роман Павлович          | 1903 - 1974 | Заместитель командира 21-го механизированного корпуса по политчасти                                                          | 33-я (31.03.1942 — 9.07.1945) | Член Военного совета 33-й армии                                                                                 |
|                                                 | Багнюк Андрей Степанович         | 1908 - 1985 | Комиссар 22-го стрелкового корпуса                                                                                           | 37-я (1.08.1942 - 12.11.1943) | |
|                                                 | Базилевский Павел Леонтьевич     | 1907 - 1967 | | 34-я (15.09.1941 - 25.07.1942) | |
|                                                 | Батраков Пётр Капитонович        | 1900 - 1957 | Член Военного совета 27-й армии                                                                                              | 27-я (13.06 – 25.09.1941), 26-я (4.04 - 11.11.1942) | Член Военного совета Львовского Военного округа                                                                 |
|                                                 | Бегма Василий Андреевич          | 1906 - 1965 | 1-йсекретарь Ровненского обкома КП(б)У                                                                                       | 12-я (17.11.1941 - 20.09.1942). | 1-й секретарь Ровненского обкома КП(б)У.                                                                        |
|                                                 | Бирюков Николай Иванович         | 1901 - 1974 | Член Военного совета 3-й армии                                                                                               | 3-я (5.04 - 10.08.1941) | Член Военного совета бронетанковых и моторизованных войск Красной Армии (БТ и МВ)                               |
|                                                 | Бобров Александр Фёдорович       | 1905 - 1945 | | 58-я (1.03 - 1.05.1942), 4-я (1.05 – 17.10.1942), 52-я (15.10.1942 - 1.04.1945) | Умер от болезни 1 апреля 1945 года                                                                              |
|                                                 | Бодров Александр Григорьевич     | 1902 - ?    | | 4-я (25.05 – 5.12.1942) | |
|                                                 | Брант Георгий Ростиславович      | 1904 - 1976 | 1-й заместитель председателя СНК АССР Немцев Поволжья                                                                        | 29-я (29.01 - 10.02.1943), 49-я (1.04.1943 – 9.05.1945) | Член Военного совета 49-й армии                                                                                 |
|                                                 | Булдович Роман Елисеевич         | 1902 - 1985 | 1-й заместитель председателя исполнительного комитета Одесского областного совета депутатов трудящихся.                      | 47-я (27.01 – 26.03.1943), 18-я (26.03 - 27.12.1943), 27-я (13.01.1944 - 9.05.1945) | Член Военного совета 27-й армии                                                                                 |
|                                                 | Ванеев Владимир Григорьевич      | 1896 - 1941 | секретарь ЦК КП(б)Б. | 18-я (23.07 - 13.10.1941) | Погиб в бою 13 октября 1941 года                                                                                |
|                                                 | Васильев Георгий Андрианович     | 1899 - 1975 | Начальника политотдела 7-й армии                                                                                             | 7-я (13.12.1941 — 18.01.1944) | В госпитале |
|                                                 | Власов Александр Иосифович       | 1902 - 1942 | 1-й секретарь Каменец-Подольского областного комитета КП (б) Украины                                                         | 6-я (25.08.1941 - 05.1942) | Пропал без вести (погиб) в окружении в мае 1942 года                                                            |
|                                                 | Власов Василий Яковлевич         | 1896 - 1957 | Секретаря ЦК КП(б) Белорусской ССР по топливно-энергетической промышленности.                                                | 20-я (2.07 - 20.10.1941), 5-я Ударная (28.09.1942 – 9.05.1945). | Член Военного совета 5-й Ударной армии                                                                          |
|                                                 | Воинов Иван Прохорович           | 1901 - 1941 | | 34-я (16.07 - 15.09.1941) | Пропал без вести в сентябре 1941 года                                                                           |
|                                                 | Гаврилов Иван Александрович      | 1902 - 1944 | Заместитель командира 18-го механизированного корпуса по политической части                                                  | 24-я (25.09.1942 - 5.05.1943), 4-я Гвардейская (5.05.1943 – 23.08.1944). | Погиб 23 августа 1944 года                                                                                      |
|                                                 | Гаевой Антон Иванович            | 1907 - 1962 | 1-й секретарь Ворошиловградского обкома КП(б) Украины.                                                                       | 21-я (25.09 - 14.10.1942) | 1-й секретарь Ворошиловградского обкома КП(б) Украины.                                                          |
|                                                 | Гензик Михаил Константинович     | 1899 - 1943 | Комиссар 32-й кавалерийской дивизии                                                                                          | 24-я (1 - 13.09.1942) | Погиб в бою 10 декабря 1943                                                                                     |
|                                                 | Гольдштейн Яков Владимирович     | 1906 - ?    | Комиссар 55-го стрелкового корпуса                                                                                           | 12-я (17.11.1941 — 20.09.1942), 18-я (24.09.1942 - 5.01.1943), 56-я (5.01 - 13.06.1943). | Начальник политического отдела 80-го стрелкового корпуса                                                        |
|                                                 | Грачёв Леонид Павлович           | 1907 - 1984 | 1-й заместитель наркома целлюлозно-бумажной промышленности                                                                   | 4-я (14.01 - 29.04.1942) 2-я Ударная (29.04 - 10.05.1942) | 1-йзаместитель наркома целлюлозно-бумажной промышленности                                                       |
|                                                 | Гришко Григорий Елисеевич        | 1906 - 1959 | | 28-я (21.05 - 12.07.1942) 4-я Танковая (1.08 – 22.10.1942) 65-я (22.10.1942 – 9.05.1945) | Член Военного совета 65-й армии                                                                                 |
|                                                 | Грушевой Константин Степанович   | 1906 - 1982 | 2-й секретарем Днепропетровского обкома КП(б) Украины                                                                        | 24-я (20.05 - 28.08.1942), 58-я (28.08.1942 — 10.11.1942, 30.03 – 30.10.1943) | Член Военного совета 1-го Дальневосточного фронта                                                               |
|                                                 | Гуров Кузьма Акимович            | 1901 - 1943 | Руководитель Военно-педагогическим институтом Красной армии                                                                  | 29-я (12.07.1941 - 12.01.1942), 62-я (14.07.1942 – 27.02.1943) | умер 25 сентября 1943 года от закупорки сердечной артерии                                                       |
|                                                 | Данилов Леонид Лаврентьевич      | 1899 - 1942 | Комиссар 29-го стрелкового корпуса                                                                                           | 22-я (8 – 19.04.1942), 6-я (20.04 - 10.06.1942) | Пропал без вести 10 июня 1942 года                                                                              |
|                                                 | Деньгин Сергей Алексеевич        | 1900 - 1989 | | 21-я (26.09 - 16.11.1943), 5-я (17.11.1943 - 3.09.1945) | Член Военного совета 5-й армии                                                                                  |
|                                                 | Доронин Яков Алексеевич          | 1899 - 1989 | Комиссар 17-го стрелкового корпуса                                                                                           | 12-я (25.08 — 17.11.1941), 8-я Саперная (17.11.1941 - 24.02.1942), 30-я (24.02.1942 - 1.05.1943), 10-й Гвардейская (1.05 - 17.11.1943), 8-я Гвардейская (27.12.1943 - 29.04.1944)                      | Начальник политического отдела 88-го стрелкового корпуса                                                        |
|                                                 | Дружинин Василий Иванович        | 1901 - 1985 | Комиссар 19-й стрелковой дивизии                                                                                             | 26-я (15.11.1942 - 9.05.1945) | Член Военного совета 26-й армии                                                                                 |
|                                                 | Дубровский Дмитрий Георгиевич    | 1904 - 1962 | Член Военного совета 10-й армии                                                                                              | 10-я (9.09.1939 - 23.07.1941), 28-я (15.11.1941 - 10.02.1942), 61-я (28.12.1941 - 9.05.1945) | Член Военного совета 61-й армии                                                                                 |
|                                                 | Емельянов Василий Нестерович     | 1907 - 1964 | Начальник политотдела 52-го стрелкового корпуса                                                                              | 46-я (21.07.1941 - 27.11.1942), 9-я (28.11.1942 - 6.11.1943), 17-я (28.11.1943 - 3.09.1945) | Член Военного совета 17-й армии                                                                                 |
|                                                 | Жиленков Георгий Николаевич      | 1910 - 1946 | Секретарь Ростокинского райкома ВКП(б) города Москвы                                                                         | 32-я (13.07 — 12.10.1941) | С 1942 ода в РОА                                                                                                |
|                                                 | Жуков Иван Иванович              | 1896 - ?    | | 18-я (12.10 - 13.11.1941) | |
|                                                 | Журавлёв Иван Васильевич         | ? - ?       | | 31-я (19.08 - 17.10.1944), 28-я (17.10.1944 - 9.05.1945) | Член Военного совета 28-й армии                                                                                 |
|                                                 | Зеленков Марк Никанорович        | 1895 - ?    | Член Военного совета 7-й армии                                                                                               | 7-я (13.06 - 12.12.1941), 4-я (9.11 – 13.12.1941), 2-я Ударная (11.02 - 5.03.1942) | |
|                                                 | Зубов Василий Алексеевич         | 1905 - 1982 | | 8-я (5.12.1942 - 9.05.1945) | Член Военного совета 8-й армии                                                                                  |
|                                                 | Зудов Александр Иванович         | 1907 - 1973 | | 36-я (26.07.1941 — 5.09.1945) | Член Военного совета 36-й армии                                                                                 |
|                                                 | Зуев Иван Васильевич             | 1907 - 1942 | Член Военного совета 11-й армии                                                                                              | 11-я (22.03 - 13.12.1941), 4-я (13.12.1941 – 1.03.1942), 2-я Ударная (5.03 - 17.07.1942) | Погиб 17 июля 1942 года                                                                                         |
|                                                 | Ибрагимов Вали Сарачевич         | 1898 - 1986 | Член Военного совета 15-й армии                                                                                              | 15-я (7.06.1940 - 9.07.1945) | |
|                                                 | Иванов Николай Иванович          | 1897 - 1946 | Член Военного совета Сибирского Военного округа                                                                              | 24-я (26.06 - 10.10.1941) | Заместитель начальника военной академии связи РККА по политчасти                                                |
|                                                 | Иванов Павел Филатович           | 1905 - 1976 | Комиссар 26-го стрелкового корпуса                                                                                           | 5-я (11.10.1941 - 17.11.1943), 10-я Гвардейская (17.11.1943 - 9.05.1943) | Член Военного совета 10-й Гвардейской армии                                                                     |
|                                                 | Иванов Степан Андрианович        | 1899 - 1985 | Начальник отдела политпропаганды 10-й армии (Белосток)                                                                       | 20-я (1.04.1943 - 21.04.1944) | |
|                                                 | Иванченко Захарий Фёдорович      | 1902 - 1942 | Комиссар 31-го стрелкового корпуса                                                                                           | 11-я (3.07 - 11.08.1942) | Тяжело ранен в живот и умер 11 августа 1942 года.                                                               |
|                                                 | Игнатьев Анатолий Иванович       | 1912 - 1968 | | 54-я (4.04 – 15.11.1944), 18-я (5.03 - 9.05.1945) | Член Военного совета 18-й армии                                                                                 |
|                                                 | Каплуновский Андрей Павлович     | 1903 - 1990 | Комиссар 104-й стрелковой дивизии                                                                                            | 19-я (4.04.1942 - 9.05.1945) | Член Военного совета 19-й армии                                                                                 |
|                                                 | Карпенков Даниил Авдеевич        | 1904 - 1967 | Комиссар Особого строительного корпуса                                                                                       | 47-я (11.02 - 21.06.1942), 10-я (20.01.1943 - 18.04.1944), 31-я (17.04.1944 - 11.05.1945) | Член Военного совета 31-й армии                                                                                 |
|                                                 | Катков Анатолий Михайлович       | 1899 - 1981 | Член Военного совета Уральского военного округа.                                                                             | 22-я (20.10.1941 - 9.07.1945) | Член Военного совета 22-й армии                                                                                 |
| Герой Советского Союза · Герой Советского Союза | Кириленко Андрей Павлович        |             | 2-й секретарь Запорожского обкома ВКП(б).                                                                                    | 18-я (17.11.1941 - 20.04.1942) | 2-й секретарь Запорожского обкома ВКП(б).                                                                       |
|                                                 | Клоков Василий Яковлевич         | 1902 - 1983 | | 6-я (5.10.1942 - 9.07.1945) | Член Военного совета 6-й армии                                                                                  |
|                                                 | Кожевников Сергей Константинович | 1904 - 1956 | Заместитель начальника Генерального штаба РККА по политической части                                                         | 21-я (17.11.1943 - 1.06.1944) | Заместитель начальника Главного управления войск связи по политическим вопросам                                 |
|                                                 | Козлов Марк Александрович        | 1902 - 1983 | Начальником Полтавского военно-политического училищ                                                                          | 13-я (2.09.1941 - 9.07.1945) | Член Военного совета 13-й армии                                                                                 |
|                                                 | Колесников Дмитрий Емельянович   | 1901 - 1965 | Член Военного совета 26-й армии                                                                                              | 26-я (22.03 - 20.07.1941), 28-я (20.07 - 10.08.1941), 1-я Ударная (28.11.1941 – 26.02.1945) | |
|                                                 | Колобяков Александр Филаретович  | 1896 - 1958 | Член Военного совета 9-й армии                                                                                               | 9-я (21.06 — 13.09.1941), 61-я (10.11 - 24.12.1941) | Член Военного совета Сибирского военного округа                                                                 |
|                                                 | Колонин Семён Ефимович           | 1900 - 1972 | Член Военного совета 21-й армии                                                                                              | 21-я (22.06 - 28.12.1941), 11-я (28.12.1941 - 3.07.1942), 9-я (24.08 - 27.11.1942), 18-я (1.04.1943 - 11.05.1945)                                                                                      | Член Военного совета 18-я армии                                                                                 |
|                                                 | Колупаев Илларион Емельянович    | 1901 - 1979 | 2-й секретарь Кировоградского областного комитета КП(б)У.                                                                    | 18-я (21.06 - 10.12.1942), 1-я Гвардейская (10.12.1942 – 14.09.1943) | 2-й секретарь Кировоградского областного комитета КП(б)У.                                                       |
|                                                 | Комаров Григорий Афанасьевич     | 1901 - 1948 | Член Военного совета Харьковского военного округа                                                                            | 56-я (28.12.1941 – 31.03.1943), 47-я (31.03 – 12.06.1943) | |
|                                                 | Коннов Иван Прокофьевич          | 1900 - 1951 | Комиссар 33-го стрелкового корпуса                                                                                           | 3-я (19.04.1942 - 9.07.1945) | Член Военного совета 3-й армии                                                                                  |
|                                                 | Коновалов Павел Георгиевич       | 1904 - 1997 | | 5-я Танковая (1 - 20.04.1943), 12-я (20.04 - 10.11.1943), 6-я (16.11.1943 - 24.01.1944), 46-я (24.01.1944 - 11.05.1945)                                                                                | Член Военного совета 46-й армии                                                                                 |
|                                                 | Крайнюков Константин Васильевич  | 1902 - 1975 | Комиссар 2-го кавалерийского корпуса                                                                                         | 6-я (25.08 - 1.09.1941), 9-я (13.09.1941 - 11.11.1942), 40-я (11.11.1942 - 6.10.1943) | Член Военного совета 1-го Украинского фронта                                                                    |
|                                                 | Крайнов Павел Иванович           | 1904 - 1951 | Комиссар 1-го стрелкового корпуса                                                                                            | 57-я (20.04 – 7.08.1942), 21-я (1.09.1942 - 1.05.1943), 6-я Гвардейская (1.05 - 21.08.1943) | Член Военного совета Харьковского военного округа                                                               |
|                                                 | Кривулин Абрам Моисеевич         | 1902 - 1980 | | 28-я (12 - 28.12.1941), 30-я (28.12.1941 - 21.06.1942), 66-я (21.06.1942 – 5.05.1943), 5-я Гвардейская (5.05.1943 - 9.05.1945)                                                                         | Член Военного совета 5-й Гвардейской армии                                                                      |
|                                                 | Крюков Александр Иванович        | 1904 - 1974 | Член Военного совета 14-й армии                                                                                              | 14-я (30.09.1939 - 1.09.1944) | |
|                                                 | Кудрявцев Василий Николаевич     | 1899 - 1982 | Секретарь Моссовета | 8-я (27.08.1942 - 31.05.1943) | Член Военного совета 1-го Дальневосточного фронта                                                               |
|                                                 | Кузин Алексей Степанович         | 1904 - ?    | Комиссар 150-й стрелковой дивизии                                                                                            | 18-я (14.11.1941 - 9.07.1942) | Заместитель командующего по политическим вопросам, танковым и механизированным войскам Земландской группы войск |
|                                                 | Кузнецов Михаил Георгиевич       | 1904 - 1958 | 1-й секретарь Аккерманского (Измаильского) областного комитета КП(б) Украины                                                 | Приморская (22.08.1941 - 7.07.1942), 8-я (25.06 - 28.09.1943) | 1-й секретарь Черниговского областного КП(б) Украины                                                            |
|                                                 | Кузьмин Пётр Васильевич          | 1900 - 1948 | | 18-я (10.07 - 20.09.1942), 2-я Ударная (24.02 – 9.05.1945) | Член Военного совета 2-й Ударной армии                                                                          |
|                                                 | Куликов Иван Павлович            | 1896 - ?    | Член Военного совета 12-й армии                                                                                              | 12-я (22.06 - 10.08.1941) | |
|                                                 | Куликов Пётр Николаевич          | 1900 - 1962 | Заместитель командира 1-го механизированного корпуса по политической части                                                   | 48-я (4.08 – 20.09.1941), 20-я (30.11.1941 – 8.11.1942), 16-я (9.11.1942 - 16.04.1943), 11-я Гвардейская (1.05.1943 – 9.05.1945)                                                                       | Член Военного совета 11-й Гвардейской армии                                                                     |
|                                                 | Куприянов Геннадий Николаевич    | 1905 - 1979 | 1-йсекретарь ЦК КП(б) Карело-Финская ССР.                                                                                    | 7-я (26.06 - 3.09.1941) | 1-й секретарь ЦК КП(б) Карело-Финская ССР.                                                                      |
|                                                 | Курочкин Константин Трофимович   | 1902 - 1974 | Заместитель по политической части командира 50-го стрелкового корпуса                                                        | 42-я (1.08 - 20.09.1941), 55-я (14.12.1941 - 10.10.1942), 23-я (10.10.1942 - 20.05.1944) | Начальник военной кафедры Черновицкого государственного университета                                            |
|                                                 | Ларин Илларион Иванович          | 1903 - 1942 | Комиссар 48-го стрелкового корпуса                                                                                           | 6-я (1.09 - 30.12.1941), 2-я Гвардейская (2.11 - 19.12.1942) | Застрелился 19 декабря 1942 года                                                                                |
|                                                 | Лахтарин Прокофий Маркович       | 1896 - 1959 | | 1-я Саперная (17.11.1941 – 9.09.1942) 31-я (9.09.1942 – 15.08.1944, 20.09.1944 – 11.05.1945) | Член Военного совета 31-й армии                                                                                 |
|                                                 | Лебедев Николай Георгиевич       | 1901 - 1992 | Член Военного совета 25-й армии                                                                                              | 25-я (15.06.1941 - 3.09.1945) | Член Военного совета 25-й армии                                                                                 |
|                                                 | Леонов Дмитрий Сергеевич         | 1899 - 1981 | Член Военного совета 22-й армии                                                                                              | 22-я (22.06 - 20.10.1941) | Член Военного совета 2-го Дальневосточного фронта                                                               |
|                                                 | Лобачёв Алексей Андреевич        | 1903 - 1964 | Член Военного совета 16-й армии                                                                                              | 16-я (7.06.1940 - 8.08.1941, 10.08.1941 - 9.11.1942), 20-я (10.11.1942 – 21.04.1944) | |
|                                                 | Лутай Иван Васильевич            | 1899 - 1941 | Комиссар 15-го механизированного корпуса                                                                                     | 37-я (23.07 - 25.09.1941) | Погиб в бою в сентябре 1941 году                                                                                |
|                                                 | Лучко Филипп Павлович            | 1901 - 1986 | Начальник политического отдела 5-го кавалерийского корпуса                                                                   | 28-я (4 - 12.07.1942), 4-я Танковая (1.08 - 22.10.1942), 65-я (22.10.1942 - 3.04.1943), 34-я (13.05.1943 - 15.01.1944), 4-я (15.01 - 31.03.1944), 32-я (11.07.1944 - 9.05.1945), 52-я (6 - 11.05.1945) | Член Военного совета 52-й армии                                                                                 |
|                                                 | Ляпин Николай Васильевич         | 1900 - 1989 | Заместитель начальника Главного артиллерийского управления                                                                   | 18-я (15.08.1944 - 5.03.1945) | Член Военного совета, Бакинская армия ПВО                                                                       |
|                                                 | Малов Михаил Яковлевич           | 1909 - ?    | | 10-я (21.06.1942 - 18.03.1943 | |
|                                                 | Мальцев Евдоким Егорович         | 1910 - 1981 | Комиссар 74-й стрелковой дивизии                                                                                             | 47-я (8.09.1942 – 31.03.1943), 56-я (31.03 – 1.09.1943), Приморская (20.11 - 28.12.1943), 21-я (1.03.1944 – 11.05.1945), 15-я (9.07. – 3.09.1945)                                                      | Член Военного совета 15-й армии                                                                                 |
|                                                 | Мартынов Георгий Михайлович      | 1905 - 1995 | | 4-я (5.12.1942 – 17.11.1943) | |
|                                                 | Мельников Алексей Николаевич     | 1900 -1967  | Заместитель начальника Главного управления автобронетанковых войск Народного комиссариата обороны СССР по политической части | 56-я (25.11 - 31.12.1941), 28-я (9.09.1942 - 9.05.1945) | Член Военного совета 28-й армии                                                                                 |
| Герой Советского Союза                          | Мельников Семён Иванович         | 1902 - 1984 | комиссар 10-го механизированного корпуса                                                                                     | 23-я (4.09 - 17.11.1941), 8-я (28.11.1941 - 21.06.1942), 3-я Танковая (1.01 - 26.04.1943), 57-я (27.04 - 18.05.1943), 3-я Гвардейская Танковая (18.05.1943 - 9.05.1945)                                | Член Военного совета 3-й Гвардейской Танковой армии                                                             |
|                                                 | Мехлис Лев Захарович             | 1889 - 1953 | Начальник Главного политуправления                                                                                           | 6-я (7.07 - 25.09.1942) | Член Военного совета 4-го Украинского фронта                                                                    |
| Герой Советского Союза                          | Мжаванадзе Василий Павлович      | 1902 - 1988 | Комиссар 16-й стрелковой дивизии                                                                                             | 42-я (4.12.1942 – 15.04.1944), 2-я Ударная (15.04 – 2.06.1944), 21-я (1.06.1944 - 9.07.1945) | Член Военного совета 21-й армии                                                                                 |
|                                                 | Миронов Алексей Максимович       | ? - 1941    | Комиссар 30-й стрелковой дивизии                                                                                             | 18-я (25.08 - 10.09.1941) | Погиб 10 сентября 1941 года                                                                                     |
|                                                 | Михайлов Андрей Иванович         |             | Начальник управления политической пропаганды Киевского Особого военного округа                                               | 26-я (30.10 - 25.12.1941), 2-я Ударная (25.12.1941 – 11.02.1942) | |
|                                                 | Михальчук Игнатий Иванович       | 1901 - 1990 | Комиссар 7-го механизированного корпуса                                                                                      | 21-я (19.04 - 31.07.1942) | Начальник политического отдела 48-й армии                                                                       |
|                                                 | Мочалов Валентин Владимирович    | 1902 - ?    | Военком Саратовского пограничного (пехотного) училища                                                                        | 30-я (30.07.1942 – 1.05.1943), 10-я Гвардейская (1.05 - 10.11.1943) | |
|                                                 | Найдёнов Павел Андреевич         | 1905 - 1967 | Председатель исполнительного комитета Днепропетровского областного совета депутатов трудящихся                               | 37-я (9.12.1941 - 15.09.1943) | 1-й секретарь Днепропетровского областного комитета КПУ                                                         |
|                                                 | Начинкин Николай Александрович   | 1907 - 1986 | Заместитель командира по политчасти 39-й стрелковой дивизии                                                                  | 2-я Краснознамённая (24.02.1942 - 3.09.1945) | Член Военного совета 2-й Краснознамённой армии                                                                  |
|                                                 | Никишев Михаил Семёнович         | 1906 - 1941 | | 5-я (14.08 – 20.09.1941) | Погиб в сентябре 1941 года                                                                                      |
|                                                 | Николаев Тимофей Леонтьевич      | 1899 - 1960 | Член Военного совета 18-й армии                                                                                              | 18-я (22.06 - 25.08.1941), 10-я (1.11.1941 - 10.01.1943) | |
|                                                 | Новиков Степан Митрофанович      | 1900 - 1954 | Член Военного совета 17-й армии                                                                                              | 17-я (27.08.1940 - 27.11.1943), 18-я (16.02 – 15.08.1944) | Член Военного совета 4-го Украинского фронта                                                                    |
|                                                 | Окороков Андрей Дмитриевич       | 1905 - 1979 | | 8-я (25.09.1941 - 30.04.1942) | |
|                                                 | Панков Сергей Иванович           | 1907 - 1960 | Начальник политического отдела 194-й стрелковой дивизии                                                                      | 8-я (21.06 - 15.08.1942), 11-я (15.08.1942 - 22.12.1943), 63-я (29.12.1943 - 18.02.1944), 19-я (18.03.1944 - 9.05.1945)                                                                                | Член Военного совета 19-й армии                                                                                 |
|                                                 | Пантас Карп Лукич                | 1895 - 1972 | Комиссар 11-го стрелкового корпуса                                                                                           | 52-я (27.08.1941 - 15.10.1942), 4-я (17.10.1942 – 10.11.1943), 32-я (3.03.1944 - 9.05.1945) | Член Военного совета 32-й армии                                                                                 |
|                                                 | Печерица Пётр Лукич              | 1903 - 1976 | Заместитель председателя Краснодарского крайисполкома                                                                        | 44-я (1.09.1942 - 17.11.1943), 28-я (17.11.1943 - 17.10.1944) | Заместитель начальника Главупродснаба Советской Армии                                                           |
|                                                 | Пименов Григорий Сергеевич       | 1899 - 1943 | Начальник политического отдела 6-й стрелковой дивизии                                                                        | 21-я (15.07 - 20.09.1943) | Погиб в бою 20 сентября 1943 году                                                                               |
|                                                 | Пинчук Иван Дмитриевич           | 1898 - 1961 | | 3-я (19.07.1942 - 9.05.1945) | Член Военного совета 3-й армии                                                                                  |
|                                                 | Писклюков Василий Тимофеевич     | 1900 - 1968 | Комиссар 19-го стрелкового корпуса                                                                                           | 32-я (10.03 — 5.12.1942), 2-я Ударная (5.12.1942 – 15.04.1944), 45-я (25.07.1944 – 9.05.1945) | Член Военного совета 45-й армии                                                                                 |
|                                                 | Пожидаев Ефим Тарасович          | 1901 - ?    | | 6-я (30.12.1941 - 19.04.1942) | Начальника политического отдела 237-й стрелковой дивизии                                                        |
|                                                 | Пожидаев Михаил Никифорович      | 1902 - 1941 | Комиссар 58-й стрелковой дивизии                                                                                             | 23-я (2.11 - 20.12.1941) | |
|                                                 | Поляков Яков Гаврилович          | 1902 - 1983 | | 27-я (28.09.1942 – 10.11.1943), 59-я (18.03.1944 г. – 11.05.1945), 16-я (6.08 - 3.09.1945) | Член Военного совета 16-й армии                                                                                 |
|                                                 | Пономарёв Иван Михайлович        | 1904 - 1996 | | 52-я (25.08 - 3.09.1941), 21-я (26.09 - 17.11.1943), 5-я (17.11.1943 - 3.09.1945) | Член Военного совета 5-й армии                                                                                  |
|                                                 | Попель Николай Кириллович        | 1901 - 1980 | Комиссар 8-го механизированного корпуса                                                                                      | 38-я (25.08 – 8.12.1941), 21-я (28.12.1941 - 19.04.1942), 28-я (19.04 - 4.07.1942), 1-я Танковая (28.01.1943 – 24.04.1944), 1-я Гвардейская Танковая (24.04.1944 – 9.05.1945)                          | Член Военного совета 1-й Гвардейской Танковой армии                                                             |
|                                                 | Попов Николай Константинович     | 1899 - 1987 | Член Военного совета 6-й армии                                                                                               | 6-я (5.06.1940 - 10.08.1941), 37-я (15.11.1941 – 20.06.1942) | |
|                                                 | Пронин Алексей Михайлович        | 1899 - 1987 | Комиссар, зам. начальника Военной Академии Химзащиты им К. Е. Ворошилова                                                     | 4-я (26.09 – 811.1941), 11-я (23 - 28.12.1941), 8-я Гвардейская (8.05.1944 - 9.05.1945) | Член Военного совета 8-й Гвардейской армии                                                                      |
|                                                 | Прудников Фёдор Кондратьевич     | 1900 - 1967 | И.о. начальника политического отдела Московского военного округа                                                             | 11-я (22.02 - 31.12.1943), 48-я (2.03.1944 - 9.05.1945), 1-я Краснознамённая (9.07 - 3.09.1945) | Член Военного совета 1-й Краснознамённой армии                                                                  |
|                                                 | Рассадин Александр Николаевич    | 1903 - 1987 | | 50-я (21.06.1942 – 9.05.1945), 17-я (9.07 - 3.09.1945) | Член Военного совета 17-й армии                                                                                 |
|                                                 | Романенко Андрей Алексеевич      | 1903 - 1979 | Член Военного совета 1-й Краснознамённой армии                                                                               | 1-я Краснознамённая (17.02.1941 - 29.07.1943), 35-я (9.07 - 3.09.1945) | Член Военного совета 35-й армии                                                                                 |
|                                                 | Романов Георгий Павлович         | 1904 - 1988 | Начальник политотдела 8-й стрелковой бригады                                                                                 | 23-я (29.04 – 1.10.1942), 55-я (10.10.1942 – 25.12.1943), 67-я (26.12.1943 – 9.05.1945), 15-я (1.08 - 3.09.1945)                                                                                       | Член Военного совета 15-й армии                                                                                 |
|                                                 | Рудаков Михаил Васильевич        | 1905 - 1979 | Начальник политотдела 11-й армии                                                                                             | 27-я (25.09 - 25.12.1941), 4-я Ударная (25.12.1941 – 11.11.1942) | Член Военного совета Земландской группы войск                                                                   |
|                                                 | Русских Александр Георгиевич     | 1903 - 1989 | Начальник курсов военной подготовки работников партийных комитетов                                                           | 31-я (15.07 - 12.10.1941, 21.10.1941 — 18.04.1944) | Член Военного совета 2-го Белорусского фронта                                                                   |
|                                                 | Руссов Александр Георгиевич      | 1903 - 1969 | | 4-я (15.01.1944 — 9.05.1945) | Член Военного совета 4-й армии                                                                                  |
| Герой Советского Союза                          | Ряпосов Николай Иванович         | 1909 - 1991 | Комиссаром Смоленского артиллерийского училищя                                                                               | 2-я Гвардейская (3.02 – 9.05.1945), 16-я (6.08 - 3.09.1945) | Член Военного совета 16-й армии                                                                                 |
|                                                 | Савкин Виктор Георгиевич         | 1901 - ?    | Начальник политического отдела 14-й армии                                                                                    | 58-я (29.04 - 25.05.1942), 3-я Танковая (25.05.1942 - 11.01.1943), 6-я (18.03 - 10.11.1943), 7-я (24.04 - 7.12.1944), 47-я (13.01 - 9.05.1945)                                                         | Член Военного совета 47-й армии                                                                                 |
|                                                 | Савков Николай Никифорович       | 1905 - 1997 | | 29-я (13.01.1942 - 10.02.1943), 70-я (7.02.1943 – 9.05.1945) | Член Военного совета 70-й армии                                                                                 |
|                                                 | Самсонов Александр Абрамович     | 1900 - 1951 | | 23-я (13.12.1941 - 31.03.1942), 54-я (31.03 - 13.09.1942) | |
|                                                 | Севастьянов Пётр Васильевич      | 1907 - 1968 | Комиссар 5-й стрелковой дивизии                                                                                              | 27-я (30.05.1944 - 9.05.1945) | Член Военного совета 27-й армии                                                                                 |
|                                                 | Семёнов Виктор Николаевич        | 1903 - 1982 | Начальник политического отдела 27-й армии                                                                                    | 41-я (10.05.1942 – 25.04.1943), 24-я (25.04 - 5.05.1943), 4-я Гвардейская (5.05.1943 - 9.05.1945). | Член Военного совета 4-й Гвардейской армии                                                                      |
|                                                 | Семёнов Дмитрий Прокофьевич      | 1906 - 1967 | Комиссар 21-й стрелковой дивизии                                                                                             | 28-я (25.09.1942 - 17.11.1943), 8-я Гвардейская (9.12.1942 - 9.05.1945) | Член Военного совета 8-й Гвардейской армии                                                                      |
|                                                 | Семёновский Фёдор Алексеевич     | 1901 - 1941 | Членом Военного совета Орловского военного округа                                                                            | 20-я (25.06 - 20.10.1941) | Погиб 24 октября 1941 года                                                                                      |
|                                                 | Сенин Григорий Семёнович         | 1902 - ?    | 2-й секретарь Одесского областного комитета КП(б)У.                                                                          | 9-я (19.12.1941 - 5.07.1942) | 2-й секретарь Одесского областного комитета КП(б)У.                                                             |
|                                                 | Сергеев Александр Яковлевич      | 1904 - 1984 | | 14-я (1.09.1944 - 9.07.1945) | Член Военного совета 14-й армии                                                                                 |
| Герой Советского Союза                          | Сердюк Зиновий Тимофеевич        | 1903 - 1982 | Член Военного совета 5-й армии                                                                                               | 5-я (22.06 – 14.08.1941), 21-я (31.03 - 22.07.1942), 64-я (22.07.1942 - 1.05.1943), 7-я Гвардейская (1.05 - 15.09.1943)                                                                                | |
|                                                 | Слонь Михаил Варнаевич           | 1906 - 1955 | Председатель исполнительного комитета Тарнопольськой областного Совета депутатов трудящихся                                  | 9-я (5.07.1942 - 6.11.1943), 18-я (27.12.1943 - 31.01.1944) | 1-й секретарь Станиславского областного комитета КП(б) Украины                                                  |
|                                                 | Смоликов Иван Михайлович         | 1902 - 1986 | Начальник политического отдела 25-й армии                                                                                    | 1-я Краснознамённая (29.07.1943 - 3.09.1945) | Член Военного совета 1-й Краснознамённой армии                                                                  |
|                                                 | Сорокин Константин Леонтьевич    | 1901 - 1989 | Начальник отдела политпропаганды 16-й армии                                                                                  | 26-я (10 - 25.10.1941), 50-я (12.11.1941 – 25.11.1942) | Член Военного совета Забайкальского фронта                                                                      |
|                                                 | Сосновиков Владимир Васильевич   | 1902 - 1967 | Член Военного совета 23-й армии                                                                                              | 23-я (13.06 - 1.11.1941), 8-я (2.05 — 5.12.1942), 2-я Танковая (21.12.1942 - 10.07.1943), 21-я (15.07 - 26.09.1943) 37-я (15.09.1943 - 9.05.1945)                                                      | Член Военного совета 37-й армии                                                                                 |
|                                                 | Старостин Максим Иванович        | 1902 - 1948 | 1-й секретарь Мурманского обкома ВКП(б).                                                                                     | 14-я (28.06.1941 – 27.09.1944) | |
|                                                 | Стахурский Михаил Михайлович     | 1903 - 1971 | Заместитель народного комиссара земледелия Украинской ССР                                                                    | 21-я (31.07 - 1.09.1942), 24-я (13.09.42 – 18.03.1943) | Член Военного совета 2-го Украинского фронта                                                                    |
|                                                 | Субботин Никита Егорович         | 1904 - 1968 | Начальник политического отдела 20-го стрелкового корпуса                                                                     | 8-я (8.08 - 20.11.1941), 57-я (7.08.1942 - 27.01.1943), 2-я Гвардейская (27.01.1943 - 12.01.1944) | Член Военного совета 2-го Белорусского фронта                                                                   |
|                                                 | Сычёв Василий Андреевич          | 1902 - 1959 | Заместителем командира 1-го воздушно-десантного корпуса по политической части                                                | 54-я (2.09.1941 - 24.02.1942), 23-я (24.02 - 29.04.1942), 49-я (29.04.1942 - 9.07.1945) | Член Военного совета 49-й армии                                                                                 |
|                                                 | Таран Пётр Григорьевич           | 1906 - 1948 | Секретарь Львовского городского комитета КП(б)У по промышленности и транспорта                                               | 6-я (24.01.1944 - 9.07.1945) | Член Военного совета 6-й армии                                                                                  |
|                                                 | Терентьев Яков Борисович         | 1906 - 1945 | | 16-я (10.07.1943 - 21.07.1945) | Умер от болезни 21 июля 1945 года.                                                                              |
|                                                 | Ткаченко Фёдор Григорьевич       | 1903 - ?    | | 5-я (29.04.1942 - 17.11.1943) | |
|                                                 | Туманян Гай Лазаревич            | 1901 - 1971 | Комиссар Военно-инженерной академии                                                                                          | 5-я Танковая (19.06.1942 – 20.04.1943), 12-я (20.04 — 10.11.1943), 6-я Танковая (24.01 – 12.09.1944), 6-я Гвардейская Танковая (12.09.1944 – 3.09.1945).                                               | Член Военного совета 6-й Гвардейской танковой армии                                                             |
|                                                 | Усенко Алексей Степанович        | 1900 - 1974 | Начальника политотдела 44-го стрелкового корпуса                                                                             | 58-я (21.10.1942 - 2.11.1943), 7-я (18.01 — 7.12.1944), 9-я Гвардейская (29.12.1944 - 11.05.1945) | Член Военного совета 9-й Гвардейской армии                                                                      |
|                                                 | Ушаков Алексей Михайлович        | 1897 - ?    | | 32-я (5.12.1942 — 11.02.1944) | |
|                                                 | Фурсов Иван Сергеевич            | 1906 - 1983 | | 33-я (29.01.1943 - 9.07.1945), 25-я (9.07 - 3.09.1945) | Член Военного совета 25-й армии                                                                                 |
|                                                 | Фуртенко Порфирий Сергеевич      | 1903 - 1962 | Член Военного совета 13-й армии                                                                                              | 13-я (13.06 - 2.09.1941) | Преподаватель Военной академии имени М. В. Фрунзе.                                                              |
|                                                 | Халезов Александр Егорович       | 1903 - 1988 | | 51-я (21.06.1942 – 16.11.1943), 26-я (3.03.1944 - 9.05.1945) | Член Военного совета 26-й армии                                                                                 |
|                                                 | Ханжин Василий Михайлович        | 1906 - 1971 | | 23-я (21.12.1941 - 24.02.1942) | |
|                                                 | Хмельнов Констанитн Иванович     | 1905 -      | | 1-я Краснознамённая (19.08 - 17.10.1941), 25-я (17.10.1941 - 1.12.1943) | |
|                                                 | Цветаев Николай Николаевич       | 1901 - 1980 | | 24-я (20.05 - 28.08.1942), 58-я (28.08.1942 – 6.04.1943) | Начальник Военного политуправления пропагандистов Красной Армии                                                 |
|                                                 | Черешнюк Василий Иванович        | 1901 - 1989 | Комиссар 46-й танковой дивизии                                                                                               | 34-я (25.07.1942 - 15.01.1944), 2-я Гвардейская (15.01.1944 - 3.02.1945) | |
|                                                 | Черный Исаак Львович             | 1906 - 1994 | | 22-я (19.04.1942 - 9.07.1945) | Член Военного совета 22-й армии                                                                                 |
|                                                 | Чернышёв Николай Григорьевич     | 1904 - 1946 | Секретарь Курского областного комитета ВКП(б).                                                                               | 13-я (9.04.1942 - 9.05.1945) | Член Военного совета 13-й армии                                                                                 |
|                                                 | Чубунов Фёдор Борисович          | 1898 - 1971 | Начальник отдела политической пропаганды 2-й Краснознаменной армии                                                           | 35-я (22.07.1941 — 3.09.1945) | Член Военного совета 35-й армии                                                                                 |
|                                                 | Шабалин Николай Иванович         | 1900 - 1983 | Член Военного совета 2-й Краснознамённой армии                                                                               | 2-я Краснознамённая (7.06.1940 - 24.02.1942), 2-я Ударная (2.06.1944 - 9.05.1945) | Член Военного совета 2-й Ударной армии                                                                          |
|                                                 | Шабалов Сергей Иванович          | 1901 - 1974 | Член Военного совета 8-й армии                                                                                               | 8-я (18.09.1939 - 7.07.1941), 43-я (25.10.1941 - 9.05.1945) | Член Военного совета 43-й армии                                                                                 |
|                                                 | Шабанов Василий Дмитриевич       | 1903 - 1976 | Комиссар 26-й стрелковой дивизии                                                                                             | 37-я (11.05.1944 — 3.05.1946) | Член Военного совета 37-й армии                                                                                 |
|                                                 | Шаманин Фёдор Афанасьевич        | 1903 - 1966 | Член Военного совета Закавказского военного округа                                                                           | 23-я (20.05.1944 - 31.07.1945) | Член Военного совета 23-й армии                                                                                 |
|                                                 | Шашков Герасим Кондратьевич      | 1898 - 1973 | | 20-я (21.06.1942 - 24.03.1943) | Заместитель начальника штаба по политическим вопросам 3-й Ударной армии                                         |
|                                                 | Шевченко Иван Петрович           | 1899 - 1956 | Заместитель начальника отдела политической пропаганды Уральского военного округа                                             | 22-я (28.08 - 20.10.1941), 27-я (1.06.1942 - 29.05.1944) | |
|                                                 | Шекланов Иван Прокофьевич        | 1902 - 1941 | Член Военного совета Северо-Кавказского военного округа                                                                      | 19-я (25.06 - 19.10.1941) | Погиб в бою 19 октября 1941 года                                                                                |
|                                                 | Шемионко Иосиф Иосифович         | 1903 - 1961 | | 51-я (23.11.1942 - 9.05.1945), 2-я Краснознамённая (9.07 - 3.09.1945) | Член Военного совета 2-й Краснознамённой армии                                                                  |
|                                                 | Шлыков Фёдор Иванович            | 1903 - 1942 | Член Военного совета 4-й армии                                                                                               | 4-я (17.06.1939 - 25.07.1941), 3-я (10.08.1941 - 19.04.1942) | Смертельно ранен 19 апреля 1942 года.                                                                           |
|                                                 | Шляхтин Марк Дмитриевич          | 1905 - 1961 | Заместитель начальника политического отдела Главного управления пограничных войск                                            | 33-я (16.07.1941 — 31.03.1942) | Начальник политического отдела тыловой охраны НКВД 1-го Белорусского фронта                                     |
|                                                 | Шманенко Василий Кузьмич         | 1902 - 1965 | Начальник политотдела Забайкальского военного округа                                                                         | 36-я (11.07 - 3.09.1945) | Член Военного совета 36-й армии                                                                                 |
|                                                 | Яшечкин Филипп Васильевич        | 1906 - 1975 | Заместитель наркома Госконтроля СССР по кадрам                                                                               | 58-я (9.12.1941 – 28.02.1942), 16-я (21.06.1942 - 30.04.1943), 11-я Гвардейская (1.05.43 – 19.04.44)                                                                                                   | Начальник Политического управления 1-го Украинского фронта,                                                     |